# たのしい幼稚園 (テレビドラマ)
『たのしい幼稚園』（たのしいようちえん）は、2001年4月23日 - 7月20日にTBS系列「愛の劇場」枠にて放送された昼ドラマ。講談社が発行している同名の幼児向け雑誌とは無関係である。

## キャスト
- 星ゆかり - 高岡早紀
- 星愛 - 中原知南
- 星龍一 - 津田寛治
- 野々村江里子 - 滝沢涼子
- 野々村美里 - 佐藤未央
- 山本亜弓 - 中島史恵
- 山本茂雄 - 嶋大輔
- 山本亜矢乃 - 浅川礼奈
- 大島桃子 - 春木みさよ
- 大島和博 - 高木智晃
- 若松郁子 - 吉田かおる
- 若松信也 - 高畑岬
- 関川百恵園長 - 銀粉蝶
- 鹿取玲子 - 歌川椎子
- 牧原タケシ - 高橋拓自
- 八木順子 - 黒田美樹
- 深見 - 竹下恭司
- 駒田雅士 - 入江雅人
- 駒田真理 - 猫田直
- 木内道孝 - 不破万作
- 木内美希子 - 上村香子
- 星龍太郎 - 浜田晃
- 星弓子 - 大森暁美
- 根岸季衣
- 持田真樹
- 小谷美裕
- 上脇結友
- 原田和代（現・及森玲子）
- 田中要次

## スタッフ
- 演出 - 岡島明、大垣一穂、白根敬造、宮崎暁夫
- プロデューサー - 鈴木聡
- 編成 - 貴島誠一郎、丹羽多聞アンドリウ
- 脚本 - 羽原大介、田中裕之、福田裕子、時谷后流
- 音楽 - レイコウ堂
- 制作 - TBS、ケイファクトリー

## 主題歌
- 『君の瞳に恋してる』 歌 - シーナ・イーストン